# Корнел Салата
Ко́рнел Сала́та (словац. Kornel Saláta, * 24 січня 1985, Камениця-над-Гроном) — словацький футболіст, захисник «Ростова» та національної збірної Словаччини.

## Біографія

### Клубна кар'єра
Корнел Салата розпочав свої футбольні кроки в місцевій команді села-обци Камениця-над-Гроном, окресу Нове Замки, та був запримічений фахівцями й, згодом, він спробував свої сили в «Матадорі» з Пухова, де своєю стабільною грою привернув увагу столичних команд, і з 2006 року він дебютував за прогресуючу команду столиці країни — «Артмедія Петржалка», за яку він провів три сезони, здобувши срібні нагороди, а згодом й став чемпіоном Цорґонь ліги та заволодів Кубком Словаччини з футболу. Але закріпитись в основі команди йому невдалося тому в 2007 році він провів в оренді в Банській Бистриці. А вже сезон 2009—2010 він розпочав в «Словані» з Братислави і тепер йому вдалося закріпитися в основі й здобути з командою срібні нагороди, а його гра стала цікавою для тренера національної команди країни. який й запросив його до лав збірної.

### Збірна
Корнел Салата дебютував за національну команду 24 травня 2008 року у товариському матчі проти збірної Швейцарії.

## Досягнення
- Чемпіон Словаччини (1):

«Петржалка»: 2007/08
- Володар Кубка Словаччини (4):

«Петржалка»: 2007/08
«Слован»: 2009/10, 2016/17, 2017/18
- Володар Суперкубка Словаччини (1):

«Слован»: 2009